# Steffen Hofmann
Steffen Hofmann (Würzburg, 9 september 1980) is een Duitse voetballer, spelend bij Rapid Wien. Hij beschikt ook over de Oostenrijkse nationaliteit. Hofmann speelt als middenvelder en is een van de dragende krachten bij het huidige Rapid Wien. Tot zijn 22ste speelde hij bij de amateurs van Bayern München, waar hij het welgeteld één keer bij het eerste team mocht proberen. In 2002 ging hij aan de slag bij Rapid Wien waar hij al snel uitgroeide tot publiekslieveling. Tijdens de winterstop van het seizoen 2005-2006 was Hofmann even actief bij 1860 München, maar keerde na het seizoen terug naar Wenen.
In 2004 en 2009 werd Hofmann verkozen tot Oostenrijks voetballer van het jaar.

## Erelijst
Rapid Wien
- Bundesliga

2005, 2008